# Mercyless
Mercyless ist eine französische Death- und Thrash-Metal-Band aus Mülhausen, die im Jahr 1987 unter dem Namen Merciless gegründet wurde.

## Geschichte
Die Band wurde im Jahr 1987 unter dem Namen Merciless gegründet und bestand aus dem Sänger und Gitarristen Max Otero, dem Gitarristen Stephane Viard, dem Bassisten Boris Mandavis und dem Schlagzeuger Gerald Guenzi. In den folgenden Jahren nahm die Band die ersten Demoaufnahmen auf: Immortal Harmonies (1988) und Visions of the Past (1989). Durch das Demo Vanishing Nausea aus dem Jahr 1990 wurde Jungle Hop auf die Band aufmerksam. Das Label baute zu dieser Zeit ein neues Metal-Label namens Virulence Records auf, worüber die erste Single der Band erschien. Zudem steuerte sie 1990 auch das Lied Without Christ zum Sampler Total Virulence von demselben Label bei. Danach änderte die Band ihren Namen in Mercyless, da es bereits eine gleichnamige schwedische Band gab. Etwas später kam Rade Radojcic als neuer Bassist zur Besetzung. 1992 unterzeichnete die Gruppe einen Vertrag bei Vinyl Solutions. Hierüber erschien im selben Jahr das Debütalbum Abject Offerings. Der Tonträger wurde von Colin Richardson produziert und abgemischt. Der Veröffentlichung folgten zwei Europatourneen, eine zusammen mit Death und Anacrusis und eine weitere mit Morgoth, Tiamat, Samael und Unleashed. Zudem hielt die Gruppe Auftritte in Frankreich zusammen mit Cannibal Corpse, Obituary, Hypocrisy, Loudblast, Agressor, S.U.P., Desultory und Massacra ab. Bereits im Folgejahr erschien über Century Media das zweite Album Coloured Funeral. Auf dem dritten Album C.O.L.D. aus dem Jahr 1996 ist Pierre Lopez als neuer Bassist und David Kempf als neuer Schlagzeuger sowie Tom Smith als Keyboarder zu hören. Nach einer längeren Pause folgte im Jahr 2000 das Album Sure to Be Pure. Als neuer Schlagzeuger ist hierauf Tintin zu hören, der möglicherweise jedoch auch nur ein Drumcomputer war. Das Album war bereits 1996 aufgenommen worden und die Gruppe war bereits seit 1998, nach einer Tour durch Spanien, in einer Pause. Erst im Jahr 2011 wurde die Band wiederbelebt. Im selben Jahr erschien die Kompilation In Memory of Agrazabeth, die aus allen Demos, Probeaufnahmen und Live-Material besteht, ehe 2013 über Trendkill Recordings das Album Unholy Black Splendor erschien, das von Dan Swanö gemastert worden war.

## Stil
Laut Eduardo Rivadavia von Allmusic spielte die Band am Anfang Death Metal mit Horror- und antichristlichen Texten. Abject Offerings sei mit dem Material von Pestilence, vor ihrer Progressive-Death-Metal-Phase, und Morgoth vergleichbar. Auf Coloured Funeral würden die Lieder abwechslungsreicher als auf dem Vorgänger ausfallen. C.O.L.D. orientiere sich weniger am Death Metal und stärker am Progressive Metal. Die Band sei hierfür durch Gruppen wie Pestilence, Cynic und Atheist beeinflusst worden. Sure to Be Pure weise Einflüsse aus dem Post-Thrash und dem Nu Metal auf. Laut Martin Popoff in seinem Buch The Collector’s Guide of Heavy Metal Volume 3: The Nineties spielt die Band auf Coloured Funeral Thrash Metal, der Blastbeats mit den Groove von Slayer vermische. Die Gruppe klinge wie eine deutsche oder wie eine Band von der Ostküste der Vereinigten Staaten. Oliver Recker ordnete in einer Extra-Ausgabe des Metal Hammer die Band dem Death- und Thrash-Metal zu. Der Stil höre sich weder französisch, floridanisch oder englisch an. Im Interview mit Recker gab Max Otero an, dass die Mitglieder kaum Death Metal hören. Testimony of the Ancients von Pestilence und Human von Death seien für ihn seine Lieblings-Death-Metal-Alben. Ansonsten würden die Mitglieder Künstler wie The Sisters of Mercy, Mike Oldfield, Ministry und Die Einstürzenden Neubauten hören. Laut Sonja Angerer vom Metal Hammer wird auf C.O.L.D. technisch anspruchsvoller Thrash Metal gespielt und man habe sich von den Death-Metal-Wurzeln entfernt. In den Liedern gebe es „melodische Prog-Rock-Gesänge und weiche Keyboardflächen von fast herzzerreißender Schönheit“, die „die stachelbewehrte Aggressivität“ dämpfen würden. Die Band erinnere dabei an die frühen Savatage sowie King’s X und High Power. Laut Thorsten Zahn vom selben Magazin gebe es auf Sure to Be Pure „[s]tampfende, maschinenhafte Beats, technoide Gitarren, brutale Gesangsstrecken, athmosphärische [SIC!] Keyboardflächen und eine fette Produktion“. Der Gesang klinge nach einer Weile jedoch sehr einfältig und werde nur gelegentlich durch gesprochene Passagen aufgelockert. Zudem versuche Otero gelegentlich wie Jonathan Davis zu klingen. Ein Einfluss von Bands wie Fear Factory und Sepultura sei außerdem nicht zu überhören.

## Diskografie
als Merciless
- 1988: Immortal Harmonies (Demo, Eigenveröffentlichung)
- 1989: Visions from the Past (Demo, Eigenveröffentlichung)
- 1990: Vomiting Nausea (Demo, Eigenveröffentlichung)
- 1990: Vomiting Nausea / No Theory (Single, Virulence Records)

als Mercyless
- 1992: Abject Offerings (Album, Vinyl Solutions)
- 1993: Coloured Funeral (Album, Century Media)
- 1996: C.O.L.D. (Album, Thunder Productions)
- 2000: Sure to Be Pure (Album, System Shock Records)
- 2011: In Memory of Agrazabeth (Kompilation, Armée de la Mort Records)
- 2012: Visions from the Past Live 1989 – Official Bootleg (Live-Album, The Ritual Productions)
- 2013: Unholy Black Splendor (Album, Trendkill Recordings)
- 2016: Pathetic Divinity (Album, Kaotoxin Records)
- 2020: The Mother of All Plagues (Album, XenoKorp)